# Kodowanie korekcyjne
Kodowanie korekcyjne lub kodowanie korygujące (ang. ECC – error correction coding, FEC – forward error correction) – technika dodawania nadmiarowości do transmitowanych cyfrowo informacji. Umożliwia całkowitą lub częściową detekcję i korekcję błędów powstałych w wyniku zakłóceń. Dzięki temu nie ma potrzeby wykorzystywania kanału zwrotnego, do poinformowania nadawcy o błędzie i konieczności ponownego przesłania informacji. Kodowanie korekcyjne jest więc wykorzystywane wtedy, gdy retransmisja jest kosztowna, kłopotliwa lub niemożliwa, np. ze względu na ograniczenia czasowe.

## Podstawy teoretyczne
W 1948 Claude Shannon opublikował „Matematyczną teorię komunikacji”, w której zawarł fundamentalny dla opisu transmisji danych wzór opisujący przepustowość kanału (twierdzenie Shannona-Hartleya):
{\displaystyle C=W\log _{2}\left(1+{\frac {S}{N}}\right),}
gdzie:
{\displaystyle C} – przepustowość (pojemność) kanału w bitach na sekundę,
{\displaystyle W} – szerokość pasma w hercach,
{\displaystyle S/N} – stosunek mocy sygnału do mocy szumów w skali liniowej.
Z teorii Shannona wynika, że w kanale transmisyjnym przy danym poziomie szumów można z dowolnie niskim prawdopodobieństwem błędu przesyłać informację co najwyżej z przepływnością równą przepustowości {\displaystyle C.} Nie wystarczy jednak spowolnić transmisję, aby pozbyć się błędów. Aby osiągnąć niskie prawdopodobieństwo błędu konieczne jest przesyłanie informacji w formie zakodowanej, to znaczy zawierającej pewną nadmiarowość. Szybkość przesyłania bitów kodu (lub ogólniej – symboli) musi być większa od przepustowości {\displaystyle C,} ale ilość niesionej przez nie informacji zakodowanej (mniejsza od ilości bitów ze względu na nadmiarowość kodu) może być co najwyżej równa {\displaystyle C.} Shannon udowodnił, że istnieją kody, które zapewniają takie maksymalne wykorzystanie kanału transmisyjnego, ale teoria ta nie dawała praktycznych wskazówek jak skonstruować takie kody, których kodowanie i dekodowanie byłoby fizycznie realne.